# Уралмаш (станція метро)
56°53′16″ пн. ш. 60°36′49″ сх. д. / 56.88778° пн. ш. 60.61361° сх. д.
«Уралма́ш» — станція Єкатеринбурзького метрополітену, яка розташована між станціями Проспект Космонавтів та «Машинобудівників» та названа по заводу, який розташований поруч.
Відкрита 27 квітня 1991 року.

## Історія будівництва
- Січень 1981 в районі станції почалося переміщення інженерних і транспортних мереж[1]
- Лютий 1983 трест Будмеханізація № 2 розпочав розробку котловану під станцію, довжиною понад 300 метрів, шириною — близько 20[1]
- Вересень 1984 в лівому перегінному тунелі, який сполучає сусідні станції «Проспект Космонавтів» та «Уралмаш», зібраний гірничопрохідницький щит КМ-34, до кінця грудня пройдені перші 50 метрів[1]
- Квітень 1985 в котловані станції «Уралмаш» відбулася перша збійка перегінних тунелів метро (перегін до станції «Машинобудівників»)[1]
- Квітень 1986 в переддень 116-ї річниці з дня народження В.І. Леніна — збійка другого тунелю на перегоні до станції «Машинобудівників»[1]
- Жовтень 1986 закінчився монтаж конструкцій вестибюля № 2[1]
- 10 червня 1987 розпочато спорудження 18-метрового монолітного зведення станції[1]
- 23 лютого 1987 збійка в лівому тунелі на перегоні до станції «Проспект Космонавтів»[1]
- Лютий 1988 в перегінному тунелі до станції «Машинобудівників» укладені перші кубометри бетону на пристрої постійної залізничної колії[1]
- Березень 1988 почалися оздоблювальні роботи з використанням мармуру Нижньотагільського родовища[1]
- Серпень 1988] закінчене укладання колійного бетону в правому перегінному тунелі між станціями «Уралмаш» і «Машинобудівників», на ділянці почався рух мотовоза по широкій колії[1]
- Вересень 1988 на станції «Уралмаш» завершено бетонування склепіння платформної ділянки[1]
- Жовтень 1988 розпочато монтаж СТП на станції[1]
- Червень 1989 розпочаті роботи по монтажу ескалаторів у вестибюлі № 1 станції[1]
- Липень 1989 збійка в правому тунелі на перегоні до станції «Проспект Космонавтів»[1]
- 25 квітня 1991 державною комісією прийнята в експлуатацію[2]
- 26 квітня 1991 перший рейс — для метробудівників[2]
- 27 квітня 1991 відкрито пасажирський рух
- Січень 1997 відкрито новий наземний вестибюль в житловому будинку № 1 по вулиці Баумана
- 19 жовтня 2001 відкрито 4-й підземний перехід під вул. Машинобудівників і новий наземний вестибюль з південного боку вулиці

## Технічна характеристика
Конструкція станції — односклепінна мілкого закладення (глибина закладення — 7 м). Побудована з монолітного залізобетону за методом «стіна в ґрунті».

## Вестибюлі
Як і сусідні станції, має два підземних вестибюлі. Південний вестибюль знаходиться на розі проспекту Космонавтів та вул. Машинобудівників, але, крім того, пов'язаний протяжним підземним переходом з південно-західним кутом того ж перехрестя і зі східної стороною проспекту Космонавтів. У 2001 році це перехрестя було значно реконструйоване, тепер трамвайні та тролейбусні зупинки перенесені прямо до павільйонів метро. Східний вихід підземного переходу вбудований в житловий будинок, що є єдиним подібним випадком у місті. У похилих тунелях південного вестибюля є короткі ескалатори для підйому (2 стрічки з двома світильниками на балюстраді між ними) і звичайна дробина для спуску. Північний вестибюль розташований поряд з житловими будинками на проспекті Космонавтів, недалеко від палацу культури ім. Лаврова. У цьому вестибюлі, на відміну від південного, ескалаторів немає: є тільки сходи.

## Оздоблення
Монолітне склепіння станції прорізано паралельними ребрами по діагоналях. За задумом авторів, це повинно нагадувати різьблення гвинта, форму гігантських машин і надавати станції індустріальний колорит. Колірна гамма інтер'єру тут спокійна, стримана, без особливої соковитості й різноманітності природного каменя. Стиль цей можна назвати охайно-діловим. Бічні стіни виконані з сірого і сіро-білого мармуру, підлога на платформі викладена гранітними плитами. В оформленні використовувалося чавунне лиття: візерунчасті металеві пластини, дрібні деталі й оригінальна фурнітура.